# Pulsar millisecondo
Una pulsar millisecondo (MSP) è una pulsar con un periodo rotazionale compreso tra 1 e 10 millisecondi. Può essere visibile nella porzione dello spettro in microonde o nei raggi X.
L'origine delle pulsar millisecondo è per certi versi misteriosa. La teoria principale afferma che iniziano la loro vita come pulsar di lungo periodo, che vengono spinte in velocità di rotazione attraverso l'accrescimento. A causa di questa teoria, le stelle binarie a raggi X di piccola massa sono state oggetto di grande attenzione. È stato accertato che le stelle a raggi X in questi sistemi sono emesse dal disco di accrescimento di una stella di neutroni prodotto dagli strati più esterni di una stella compagna nel quale il lobo di Roche è traboccato. Il cambio del momento angolare dall'evento di accrescimento può in teoria aumentare il tasso di rotazione di una pulsar di centinaia di volte al secondo, fino alle osservate pulsar millisecondo.
Molte pulsar millisecondo sono rinvenute negli ammassi globulari. Ciò concorda con la teoria delle spinte in velocità di rotazione, poiché l'elevata densità stellare di questi ammassi implica una più alta probabilità di incontrare (o di catturare) una stella gigante come compagna. Ad oggi sono note circa 130 pulsar millisecondo. Nell'alone dell'ammasso globulare Terzan 5 ce ne sono ben 33, seguite dalle 22 di 47 Tucanae e M28 e M15 con 8 pulsar ciascuno.

## Rotazione e limite di velocità di rotazione
La prima pulsar millisecondo, PSR B1937+21, fu scoperta nel 1982 da Backer ed i suoi collaboratori. Ruotando 641 volte al secondo, è una delle più rapide stelle di neutroni tra le circa 180 ad oggi note. La pulsar PSR J1748-2446ad, scoperta nel 2005, è la più veloce conosciuta, con una velocità di rotazione di 716 giri al secondo.
Le attuali teorie sull'evoluzione della struttura delle stelle a neutroni prevedono che le pulsar potrebbero letteralmente "rompersi" se la loro velocità di rotazione supera i 1500 giri al secondo, e che ad un tasso di circa 1000 rotazioni al secondo potrebbero perdere energia dalle onde gravitazionali più velocemente di quanto il processo di accrescimento possa renderle veloci.
Nonostante ciò, nel 2007 è stato scoperto che la stella di neutroni XTE J1739-285 compie 1122 giri al secondo. In realtà, questo risultato non sarebbe statisticamente significante, con un livello di solo 3 sigma. Al momento, si ritiene che la radiazione gravitazionale abbia un effetto rallentatore sul tasso di rotazione. In più, una pulsar a raggi X che ruota a 599 giri al secondo, IGR J00291+5934, è la prima candidata per aiutare a determinare queste onde nel prossimo futuro.
J0740+6620 è, al 2019, la pulsar millisecondo più massiccia rilevata. Distante 4600 al ha una massa di 2,14 M☉ ed ha un periodo di rotazione di 2,89 millisecondi.